# Jared Keeso
Jared Keeso (* 1. Juli 1984 in Listowel, Ontario) ist ein kanadischer Film- und Fernsehschauspieler und Drehbuchautor, der in Deutschland vor allem durch seine Rolle als Ben Chartier in der kanadischen Krimiserie 19-2 bekannt ist, für die er mit dem Canadian Screen Award ausgezeichnet wurde. Episodenauftritte hatte er unter anderem in den Serien Smallville, Psych und Supernatural. Für die Serie Letterkenny wurde er zweimal mit dem Writers Guild of Canada Award für das beste Drehbuch TV Comedy ausgezeichnet.

## Leben und Karriere
Keeso ist in seinem Geburtsort Listowel aufgewachsen und arbeitete zunächst im familieneigenen Sägewerk, bevor er eine Schauspielkarriere startete.
Keeso verkörperte in zwei Filmen den früheren Eishockeyspieler und -trainer und heutigen Fernsehmoderator Don Cherry, in Keep Your Head Up Kid: The Don Cherry Story (2010) und der Fortsetzung The Wrath of Grapes: The Don Cherry Story II (2012). Keeso absolvierte zahlreiche Rollen in Fernsehserien und -filmen, wovon seine bekannteste die Hauptrolle als Polizist Ben Chartier an der Seite von Adrian Holmes in der englischsprachigen Version der kanadischen Fernsehserie 19-2 ist. Die Serie lief international über 4 Staffeln und startete in Deutschland am 23. Februar 2016. Für diese Rolle gewann er 2015 den Canadian Screen Award.
Bei der Serie Letterkenny ist Keeso nicht nur Hauptdarsteller, sondern zeichnet auch für Idee, Drehbuch und Produktion verantwortlich. Sie startete als Webserie unter dem Titel Letterkenny Problems und verbuchte bis 2016 über 25 Millionen Aufrufe auf YouTube. Dank dieses Erfolgs konnte Keeso einen Development Deal mit dem großen kanadischen Medienunternehmen Bell Media abschließen. Die nächste Staffel der Serie, die nun nur noch Letterkenny hieß, wurde im Februar 2017 nach der Übertragung des 51. Superbowl im Fernsehen auf CTV, Kanadas größtem Privatsender, ausgestrahlt. Im Jahr 2018 erteilte Bell Media den Auftrag für 42 weitere Folgen. 2017 und 2018 gewann Jared Keeso zusammen mit Ko-Autor Jacob Tierney für Letterkenny den Writers Guild of Canada Award in der Kategorie Bestes Drehbuch in der Sparte TV Comedy.

## Filmographie

### Film
| Jahr | Titel                                           | Rolle           | Bemerkungen    |
| ---- | ----------------------------------------------- | --------------- | -------------- |
| 2004 | Eve's Christmas                                 | Barkeeper       | TV             |
| 2006 | Firestorm: Last Stand at Yellowstone            | Sean Ellis      | TV             |
| 2006 | Shock to the System                             | Paul Hale       | TV             |
| 2006 | Seventeen & Missing                             | Curt            | TV             |
| 2007 | The Party Never Stops: Diary of a Binge Drinker | Keith           | TV             |
| 2007 | White Noise: The Light                          | Jerry           |                |
| 2009 | Charlie                                         | Simon           |                |
| 2009 | I Love You, Beth Cooper                         | Dustin Klepacki |                |
| 2009 | Caprica                                         | Rod Jenkins     |                |
| 2010 | A Trace of Danger                               | Adrian          | TV             |
| 2010 | Smokin' Aces 2: Assassins' Ball                 | Agent Nicholas  |                |
| 2010 | Keep Your Head Up Kid: The Don Cherry Story     | Don Cherry      | TV-Miniserie   |
| 2010 | Seven Deadly Sins                               | Adam Morgan     | TV-Miniserie   |
| 2010 | A Beginner's Guide to Endings                   | „Juicebox“      |                |
| 2012 | The Wrath of Grapes: The Don Cherry Story II    | Don Cherry      | TV-Miniserie   |
| 2013 | The Marine 3: Homefront                         | Harkin          | Video          |
| 2013 | Nearlyweds                                      | Mr. Hunky       | Hallmark Movie |
| 2014 | Godzilla                                        | Jump Master     |                |
| 2014 | Preggoland                                      | Dr. Ted         |                |
| 2018 | The Death and Life of John F. Donovan           | James Donovan   |                |

### TV
| Jahr      | Title              | Rolle             | Bemerkungen                                                                                          |
| --------- | ------------------ | ----------------- | --- |
| 2004      | Life as We Know It | Hockey Player #2  | Episode: „Secrets & Lies“                                                                            |
| 2004      | Smallville         | Nate              | Episoden: „Facade“ and „Devoted“                                                                     |
| 2005      | The 4400           | Roy Keith Marsden | Episode: „Hidden“                                                                                    |
| 2006      | Supernatural       | Matt Harrison     | Episode: „Children Shouldn’t Play with Dead Things“                                                  |
| 2006–2007 | Monster Warriors   | Luke              | 53 Episoden                                                                                          |
| 2008      | ReGenesis          | Tom Wiley         | Episode: „Suspicious Minds“                                                                          |
| 2008–2009 | The Guard          | Rob Chambers      | 8 Episoden                                                                                           |
| 2010      | Psych              | Gabe McKinley     | Episode: „Chivalry is Not Dead... But Someone is“                                                    |
| 2011      | Hellcats           | Luke Powell       | Episode: „God Must Have My Fortune Laid Away“                                                        |
| 2013      | Falling Skies      | Lars              | Episode: „On Thin Ice“                                                                               |
| 2014–2017 | 19-2               | Ben Chartier      | Hauptrolle, 38 Episoden Canadian Screen Award 2015                                                   |
| 2016–2023 | Letterkenny        | Wayne             | Hauptrolle, 81 Episoden (auch Drehbuch, Idee, Produzent) Writers Guild of Canada Award 2017 und 2018 |
| seit 2022 | Shoresy            | Shoresy           | Hauptrolle, 18 Episoden (auch Drehbuch, Idee, Produzent)                                             |
|           |                    |                   | |